# Pierre Soulages

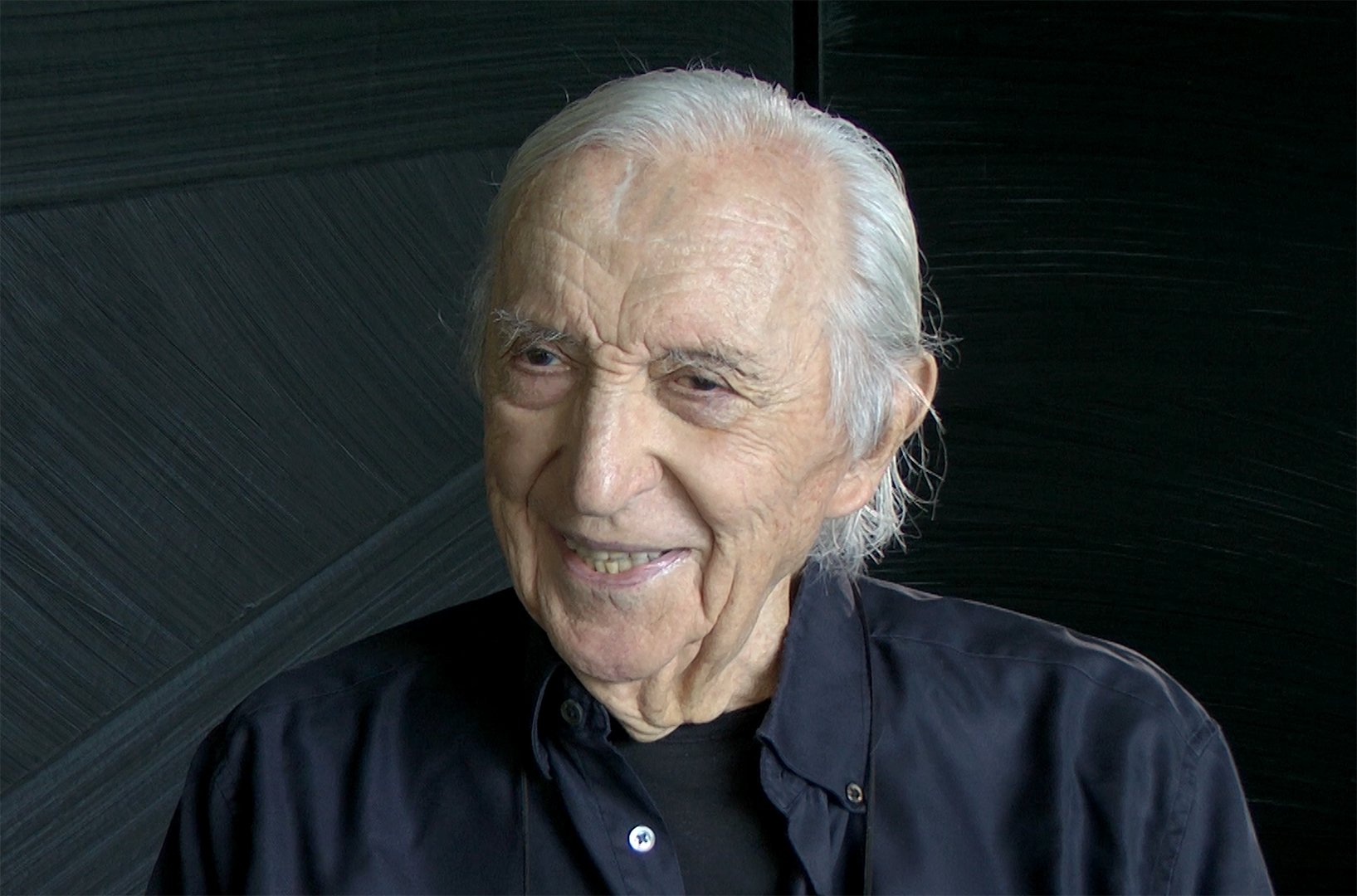
Pierre Soulages in 2019

Pierre Soulages (Rodez (Aveyron), 24 december 1919 - Nîmes, 25 oktober 2022) was een Frans abstract kunstschilder en beeldhouwer.
Soulages arriveerde in 1938 in Parijs en werd daar beïnvloed door werken van schilders als Paul Cézanne en Pablo Picasso. Toen hij zich, na militaire dienst in de oorlog, in 1946 definitief vestigde in Parijs, werd hij internationaal bekend door zijn abstracte werken. Hij werkte ook als ontwerper van toneeldecors.
Hij staat bekend om het gebruik van de kleur zwart in veel van zijn schilderijen. De vormen zijn hierbij tot het minimum gereduceerd. Vaak zijn het enkele balken die de hoofdlijnen van het schilderij vormen. Het licht dat op het werk valt, beschouwde hij als een onderdeel van dat werk. Door fijne groeven te maken in het zwarte oppervlak van zijn schilderijen reflecteert het licht in het werk en verandert het.
In 1976 is hij de ontwerper van het etiket van Chateau Mouton-Rothschild, het bekende Franse wijnhuis gelegen in Pauillac.
Van 1987 tot 1994 maakte hij de 104 glas-in-loodramen van de romaanse abdijkerk van Sainte Foy in Conques (Aveyron). In 1979 werd hij buitenlands erelid van de American Academy of Arts and Letters.
Soulages werd 102 jaar oud.

## Werken
- Schilderij 146 x 114cm, 1950[2] (Centre Georges Pompidou)
- Schilderij 26 januari 1952 (Museum Boijmans Van Beuningen)
- Schilderij 220 x 366 cm, 1968[3] (Centre Georges Pompidou)
- Schilderij 16 augustus 1971
- Schilderij 30 april 1972
- Schilderij 324 x 363 cm, 1985[4] (Centre Georges Pompidou)